# Atherigona nigripes
Atherigona nigripes är en tvåvingeart som beskrevs av Stein 1900. Atherigona nigripes ingår i släktet Atherigona och familjen husflugor. Inga underarter finns listade i Catalogue of Life.